# ケツノポリス5
『ケツノポリス5』（ケツノポリス・ファイヴ）は、ケツメイシ5作目のアルバム。2007年8月29日に発売。2012年7月11日、CD再発。

## 内容
2年2か月ぶりの本作は、前作同様に初回プレス盤はオリジナル・ステッカーが付属。オリコンチャート2週連続1位を獲得。ケツメイシのアルバム1位獲得は2002年｢ケツノポリス2｣から本作で4作連続。トラックはNAOKI-TとYANAGIMANの手によって主に手掛けられる。

## プロモーション
本作のアルバムの色は赤色。本作のプロモーションは、色繋がりで機動戦士ガンダムのキャラクター、シャア・アズナブルを起用。ガンダムの一場面を使用したテレビCMが製作、声はシャア役の池田秀一が担当した他、CM終わりのナレーションを、同じくガンダムでナレーションを務めた永井一郎が担当。

## 収録曲
| 全作詞・作曲: ケツメイシ。 |                                |            |            |           |      |
| #                          | タイトル                       | 作詞       | 作曲・編曲 | 編曲      | 時間 |
| 1.                         | 「スタート」                   | ケツメイシ | ケツメイシ | YANAGIMAN | 5:00 |
| 2.                         | 「また君に会える」             | ケツメイシ | ケツメイシ | NAOKI-T   | 5:39 |
| 3.                         | 「歌謡い」                     | ケツメイシ | ケツメイシ | NAOKI-T   | 4:22 |
| 4.                         | 「男女6人夏物語」              | ケツメイシ | ケツメイシ | YANAGIMAN | 6:46 |
| 5.                         | 「サマーデイズ」               | ケツメイシ | ケツメイシ | YANAGIMAN | 5:58 |
| 6.                         | 「ケツメイシ工場」             | ケツメイシ | ケツメイシ | YANAGIMAN | 4:36 |
| 7.                         | 「恋の終わりは意外と静かに」   | ケツメイシ | ケツメイシ | YANAGIMAN | 4:59 |
| 8.                         | 「ハッピーバースデー」         | ケツメイシ | ケツメイシ | NAOKI-T   | 4:35 |
| 9.                         | 「夢の中」                     | ケツメイシ | ケツメイシ | NAOKI-T   | 4:45 |
| 10.                        | 「トレイン」                   | ケツメイシ | ケツメイシ | NAOKI-T   | 5:26 |
| 11.                        | 「対」                         | ケツメイシ | ケツメイシ | NAOKI-T   | 3:54 |
| 12.                        | 「ライフ イズ ビューティフル」 | ケツメイシ | ケツメイシ | NAOKI-T   | 6:06 |
| 13.                        | 「旅人」                       | ケツメイシ | ケツメイシ | NAOKI-T   | 6:32 |
| 14.                        | 「君色」                       | ケツメイシ | ケツメイシ | YANAGIMAN | 4:21 |
| 15.                        | 「さよならまたね」             | ケツメイシ | ケツメイシ | YANAGIMAN | 5:29 |
| 合計時間:                  | 合計時間:                      | 合計時間:  | 78:28      |           |      |

### 解説
1. スタート
  - WADA&TSUBOI（アルファ）が参加。
2. また君に会える
  - 15thシングル。
3. 歌謡い
4. 男女6人夏物語
  - 13thシングル。
5. サマーデイズ
  - シングル「また君に会える」カップリング曲。
6. ケツメイシ工場
7. 恋の終わりは意外と静かに
  - 「ケツの嵐〜秋BEST〜」にも収録。
8. ハッピーバースデー
9. 夢の中
  - 「ケツの嵐〜秋BEST〜」にも収録。
10. トレイン
  - 14thシングル。
  - JRグループ設立20周年記念CMソング。
11. VS
12. ライフ イズ ビューティフル
  - ゲーム『龍が如く 見参!』(PS3)エンディング・テーマ曲。
  - 「ケツの嵐〜秋BEST〜」にも収録。
  - ファンの間で「隠れた名曲」と人気が高い。
  - 2021年、デビュー20周年を記念してミュージック・ビデオが制作された。「ケツノパラダイス」収録[注 1][3]。
  - 2021年12月31日、第72回NHK紅白歌合戦に本楽曲で同番組に初出場、NHK初出演。[4][5][6]
13. 旅人
  - 12thシングル。
14. 君色
15. さよならまたね

## 演奏
- DJ KOHNO
  - Basic Track (#1.6)
  - Scratch (#1.2.3.8)
- 奥田健治
  - Electric Guitar (#1.4.5.6.8.12.15)
  - Acoustic Guitar (#12.15)
- WADA・TSUBOI：Rap & Rhymes (#1)
- NAOKI-T 
  - Basic Track (#2.3.8-13)
  - Strings Arrangement (#2.9.10)
  - Electric Guitar (#6.11)
- 田中義人
  - Electric Guitar (#2.4.13)
  - Gut Guitar (#2.10)
- GENTA：Percussion (#2.3.4.13)
- 弦一徹ストリングス：Strings (#2.4.7.9.10.12.13)
- 弦一徹：Strings Arrangement (#7)
- 竹上良成：Saxophone (#3.8)
- 鹿討奏：Trombone (#3.8)
- YANAGIMAN
  - Basic Track (#4.5.7.14.15)
  - Electric Bass (#4.11.13)
- クラッシャー木村：Strings Arrangement (#4.13)
- MAO/d：Vocal (#4)
- 大蔵：Basic Track (#5)
- 鈴木健治：Electric Guitar (#7.15)
- Kenny Mosley：Drums (#7.14)
- 傳田修弘：Electric Guitar & Acoustic Guitar (#8)
- 小林太：Trumpet (#8)
- 石成正人：Acoustic Guitar (#9)
- 賈鵬芳：二胡 (#9)
- 門脇大輔：Strings Arrangement (#12)
- 山口岩男：Electric Guitar & Acoustic Guitar (#13)
- 泰輝：Acoustic Piano (#14)
- 竹野昌邦：Alto Saxophone (#14)
- 小池修：Tenor Saxophone (#14)
- 山本拓夫：Baritone Saxophone (#14)
- 村田陽一：Trombone (#14)